# Біг на 1 милю

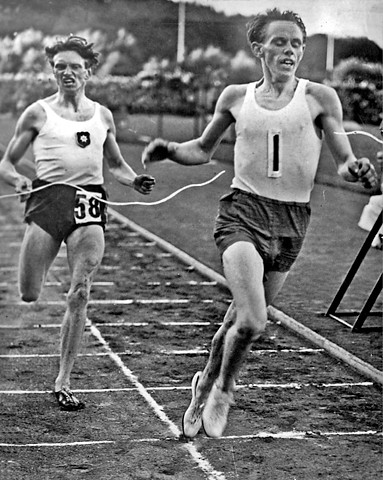
(праворуч) перемагає зі світовим рекордом 4.06,2 в Гетеборзі в 1942

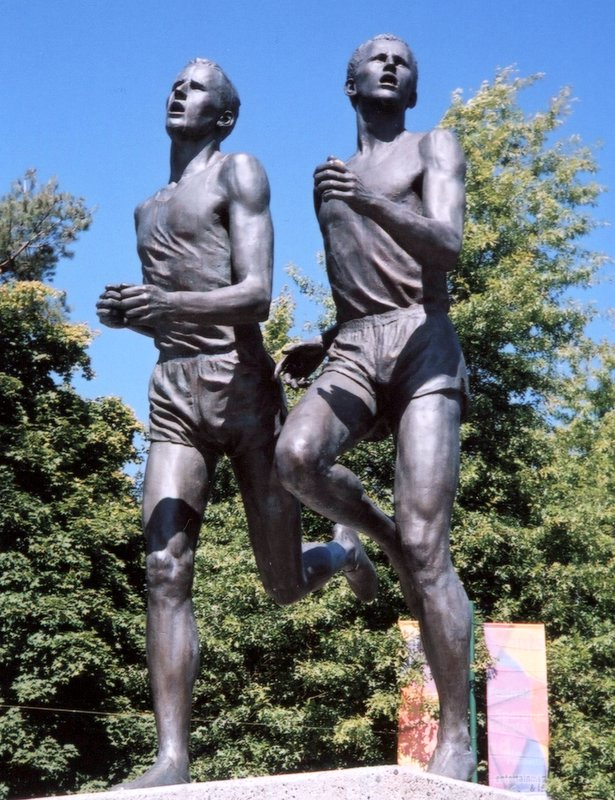
Скульптура: Роджер Баністер і Джон Ленді на Іграх Співдружності 1954

Біг на 1 милю (1609.344 м) — офіційна спортивна дисципліна, єдина неметрична дистанція, на якій ІААФ продовжує реєструвати світові рекорди. Як і біг на 1000 метрів та 2000 метрів, не є олімпійським видом.
Роджер Банністер (Велика Британія) був перший людиною, що пробігла милю швидше чотирьох хвилин. Довгий час вони розглядалися як своєрідний звуковий бар'єр.

## Рекорди

### Світові
За станом на 3 вересня 2021.

#### Чоловіки
- 3.43,13  Гішам Ель-Герруж, Рим, (Італія), 7 липня 1999 року.

#### Жінки
- 4.12,33  Сіфан Хассан, Монако, (Монако), 12 липня 2019 року.

#### Юніори
- (Ч) — 3.49,29  Ілхам Тануї Йозбілен[en], Осло, 3 липня 2009[1].
- (Ж) — 4.17,57  Зола Бадд[en], Цюрих, 21 серпня 1985[2].